# 下汤遗址
下汤遗址是中国浙江省仙居县的一处新石器时代遗址，位于横溪镇下汤村，发现于1983年。遗址发现上山文化、跨湖桥文化两个文化时期的遗存，分别为距今1万年和7500年，为浙江省已发现最南的新石器时代早期遗址。1989年，遗址成为浙江省文物保护单位，2018年成为省级考古遗址公园。下汤遗址入选2024年度全国十大考古新发现。